# Conseil départemental de la Charente
 (novembre 2017).
Le conseil départemental de la Charente est l'assemblée délibérante du département. C’est une collectivité territoriale décentralisée. Il succède en 2015 au conseil général de la Charente. Son siège se trouve à Angoulême.

## Histoire
Les départements ont été créés pendant la Révolution française (1790). Ils sont alors tous organisés autour d’un chef-lieu devant être accessible en tout point du territoire en moins d’une journée de cheval.
C’est en 1982 qu’une loi de décentralisation reconnaît au conseil général le plein exercice de ses attributions. Depuis cette date, le département est administré par un organe délibérant (l’assemblée départementale) et un organe exécutif (le président du conseil général).
Les compétences du département sont très larges et concernent la vie quotidienne des citoyens.

## Conseil départemental (période 1943-1945)
En 1943, sont nommés conseillers départementaux :
- Gaston Briand, membre de la commission administrative de la Charente, maire de Viville.
- André Clanché, président de la délégation spéciale de Vars.
- René Cognasse, membre de la commission administrative de la Charente, conseiller municipal d'Angoulême.
- Jean Colombier, conseiller général du canton de Montembœuf, maire de Mouzon.
- Pierre Défaut, adjoint au maire de Confolens.
- Raoul Feuillet, conseiller général du canton de Villefagnan, maire de Villefagnan.
- Paul Firino-Martell, conseiller général du canton de Cognac, maire de Cognac.
- Jacques Gautier, maire d'Aigre.
- Jacques Girard, conseiller d'arrondissement du canton de Baignes.
- Maurice Guérive, membre de la commission administrative de la Charente, conseiller général du canton de Barbezieux, maire de Lagarde-sur-le-Né.
- Paul Guillemeteau, membre de la commission administrative de la Charente, conseiller municipal de Saint-Bonnet.
- James Hennessy, conseiller général du canton de Segonzac.
- Jean Jaulin, conseiller d'arrondissement du canton de Montmoreau, maire de Deviat.
- Henri Lacroix, conseiller d'arrondissement du canton de Confolens, maire de Lesterps.
- Henri Mallet, membre de la commission administrative de la Charente, conseiller municipal de Deviat.
- Maurice Marcilhacy, conseiller général du canton de Jarnac, conseiller municipal de Bassac.
- André Marot, membre de la commission administrative de la Charente, premier adjoint au maire d'Angoulême.
- Jacques Menesplier-Lagrange, membre de la commission administrative de la Charente, conseiller général du canton de Champagne-Mouton, conseiller municipal de Champagne-Mouton.
- Pierre Mesnier, conseiller d'arrondissement du canton de La Rochefoucauld, maire de Marillac.
- Jean-Baptiste Morisson, membre de la commission administrative de la Charente, conseiller général du canton d'Hiersac, conseiller municipal d'Hiersac.
- Marie Paris, conseiller général du canton de Chalais, président de la délégation spéciale de Chalais.
- Jacques Poitou-Duplessy, membre de la commission administrative de la Charente.
- Guillaume Rivet, conseiller général du canton de Chabanais, maire de Chabanais.

Le président est James Hennessy; les vice-présidents Maurice Marcilhacy et Jacques Menesplier-Lagrange.

## Décentralisation acte II
Dans les années 1980 (lois Defferre 1982-1983), l’État a procédé à une première décentralisation : c’est-à-dire qu’il y a transféré un certain nombre de compétences, dont il avait la charge, aux départements. L’objectif était adapter les décisions et les programmes d’actions en fonction des besoins spécifiques de chaque territoire. En 2004, la décentralisation s’est accélérée : le RMI - aujourd'hui RSA - devient désormais à la charge des départements ainsi que la gestion du personnel TOS (techniciens, ouvriers de service travaillant dans les collèges) et de la direction départementale de l'Équipement.

Ancien logo du conseil général de 1986 à 2012
Ancien emblème de 2009 à 2012 L'emblème "La Charente a des ailes" accompagne la communication des événements estampillés conseil général
Emblème depuis 2012
Logo du conseil général depuis juillet 2012

## Gouvernance politique
Le président du conseil départemental de la Charente est Philippe Bouty (divers gauche) depuis le 1er juillet 2021.

### Liste des présidents
| Période                            | Période           | Identité                     | Étiquette | Étiquette |
| ---------------------------------- | ----------------- | ---------------------------- | --------- | --------- |
| Président du conseil général       |                   |                              |           |           |
| 1945                               | 1948              | Jean Maurin                  |           | Radical   |
| septembre 1948                     | novembre 1956     | Roger Delugin                |           | Radical   |
| novembre 1956                      | mars 1979         | Guy Pascaud                  |           | Radical   |
| mars 1979                          | mars 1982         | François-Henri Mouche        |           | DVD       |
| mars 1982                          | 28 septembre 1998 | Pierre-Rémy Houssin          |           | RPR       |
| 28 septembre 1998                  | 20 octobre 1998   | Claude Mesnard (par intérim) |           | UDF       |
| 20 octobre 1998                    | 20 juin 2003      | Jacques Bobe                 |           | UDF       |
| 20 juin 2003                       | 1er avril 2004    | Jean-Michel Bolvin           |           | UMP       |
| 1er avril 2004                     | 2 avril 2015      | Michel Boutant               |           | PS        |
| Président du conseil départemental |                   |                              |           |           |
| 2 avril 2015                       | 16 octobre 2020   | François Bonneau             |           | DVD       |
| 16 octobre 2020                    | 1er juillet 2021  | Jérôme Sourisseau            |           | UDI       |
| 1er juillet 2021                   | en cours          | Philippe Bouty               |           | DVG, PS   |

### Vice-présidents
| Poste | Vice-présidents     | Chargé de :                                                                               |
| ----- | ------------------- | ----------------------------------------------------------------------------------------- |
| 1re   | Jean-François Dauré | Contrats avec les territoires et finances                                                 |
| 2e    | Nelly Vergez        | Participation citoyenne, solidarités territoriales et évaluation des politiques publiques |
| 3e    | Fabrice Point       | Aménagement du territoire et infrastructures résilientes                                  |
| 4e    | Maryline Vinet      | Enfance et familles                                                                       |
| 5e    | Thibaut Simonin     | Politiques solidaires, insertion et économie sociale et solidaire                         |
| 6e    | Fabienne Godichaud  | Éducation, collèges et enseignement supérieur                                             |
| 7e    | Michel Buisson      | Santé                                                                                     |
| 8e    | Marie Pragout       | Handicap et personnes âgées                                                               |
| 9e    | Patrick Mardikian   | Culture, patrimoine et tourisme                                                           |
| 10e   | Célia Hélion        | Jeunesse et sports                                                                        |
| 11e   | Patrick Gallès      | Solidarités rurales, urbaines et habitat                                                  |

### Conseillers départementaux
À la suite des élections départementales de juin 2021, la gauche récupère le département qu’elle avait perdu en 2015. Le nouveau président du conseil départemental est Philippe Bouty (DVG).
| Parti                                | Sigle | Sigle | Élus |                                     |
| ------------------------------------ | ----- | ----- | ---- | ----------------------------------- |
| Majorité (20 sièges)                 |       |       |      |                                     |
| Divers gauche                        |       | DVG   | 11   | Vivons la Charente - La gauche unie |
| Parti socialiste                     |       | PS    | 7    | Vivons la Charente - La gauche unie |
| Parti communiste français            |       | PCF   | 1    | Vivons la Charente - La gauche unie |
| Europe Écologie Les Verts            |       | EÉLV  | 1    | Vivons la Charente - La gauche unie |
| Opposition (18 sièges)               |       |       |      |                                     |
| Divers droite                        |       | DVD   | 8    | En avant la Charente                |
| Les Républicains                     |       | LR    | 4    | En avant la Charente                |
| Union des démocrates et indépendants |       | UDI   | 4    | En avant la Charente                |
| La République en marche              |       | LREM  | 2    | En avant la Charente                |
| Président du Conseil départemental   |       |       |      |                                     |
| Philippe Bouty (DVG)                 |       |       |      |                                     |

## Budget
Le conseil départemental de la Charente a pour 2015 un budget de 463,2 millions d'euros dont l'investissement vaut 89 millions d’euros.